# Nazionale misti di curling dell'Italia
La nazionale italiana misti di curling è composta annualmente dagli atleti vincitori del campionato italiano misto di curling dell'anno precedente.
La Nazionale è coordinata dalla Federazione Italiana Sport del Ghiaccio (FISG) e partecipa annualmente ai campionati europei misti, ed a tutti gli appuntamenti che la World Curling Federation organizza e a cui l'Italia è qualificata.
Il miglior risultato ottenuto da questa nazionale è una medaglia d'argento ai campionati europei del disputati a Claut, in Friuli-Venezia Giulia, nell'autunno 2006. In quell'occasione la nazionale era composta dalla squadra del Curling Club Tre Cime, che la stagione precedente aveva vinto il campionato.
Altre formazioni nazionali di curling:
- Nazionale italiana di curling, sia maschile che femminile
- Nazionale italiana junior di curling, sia maschile che femminile
- Nazionale italiana doppio misto di curling
- Nazionale italiana senior di curling sia maschile che femminile
- Nazionale italiana allievi di curling
- Nazionale italiana disabili

## Squadre e risultati[1]
| Anno | Evento         | Posizionamento | Squadra |
| ---- | -------------- | -------------- | --- |
| 2005 | Europeo Misti  | 7°             | Antonio Menardi, Claudia Alverà, Alberto Menardi, Anna Ghiretti, Massimo Antonelli, Giorgia Apollonio        |
| 2006 | Europeo Misti  | 2°             | Valter Bombassei, Elettra De Col, Davide Zandegiacomo, Chiara Olivieri, Marco Constantini, Sara Zandegiacomo |
| 2007 | Europeo Misti  | 9°             | Antonio Menardi, Claudia Alverà, Fabio Alverà, Rosa Pompanin, Massimo Antonelli, Giorgia Casagrande          |
| 2008 | Europeo Misti  | 9°             | Antonio Menardi, Claudia Alverà, Fabio Alverà, Lucrezia Salvai, Massimo Antonelli, Giorgia Apollonio         |
| 2009 | Europeo Misti  | 18°            | Lucrezia Salvai, Gianandrea Gallinatto, Veronica Gerbi, Diego Bertoletti, Valentina Cal, Giovanni Battoni    |
| 2010 | Europeo Misti  | 21°            | Diana Gaspari, Malko Tondella, Sonia Dibona, Marcello Pachner, Chiara Olivieri, Roberto Fassina              |
| 2011 | Europeo Misti  | 6°             | Valter Bombassei, Chiara Olivieri, Marco Constantini, Giorgia Casagrande, Massimo Antonelli, Maria Gaspari   |
| 2012 | Europeo Misti  | 16°            | Alessandro Zisa, Elettra De Col, Alberto Alverà, Violetta Caldart, Marco Mariani                             |
| 2013 | Europeo Misti  | 10°            | Federica Apollonio, Marcello Pachner, Stefania Menardi, Malko Tondella                                       |
| 2014 | Europeo Misti  | 9°             | Simone Gonin, Lucrezia Salvai, Alessio Gonin, Emanuela Cavallo                                               |
| 2015 | Mondiale Misto | 9°             | Fabio Sola, Denise Pimpini, Alberto Pimpini, Sara Aliberti                                                   |
| 2016 | Mondiale Misto | 9°             | Fabio Sola, Denise Pimpini, Simone Sola, Sara Aliberti                                                       |
| 2017 | Mondiale Misto |                | |
| 2018 | Mondiale Misto | 18°            | Lorenzo Maurino, Emanuela Cavallo, Davide Forchino, Arianna Losano                                           |
| 2019 | Mondiale Misto | 19°            | Fabio Sola, Denise Pimpini, Julien Genre, Sara Aliberti                                                      |
| 2022 | Mondiale Misto | 9°             | Fabio Sola, Denise Pimpini, Marco Pascale, Emanuela Matino                                                   |